# 제95회 아카데미상
제95회 아카데미상은 영화 예술 과학 아카데미(AMPAS) 주최로 열린 시상식으로, 2023년 3월 12일 로스앤젤레스 할리우드 돌비 극장에서 열렸다. 갈라 기간 동안 AMPAS는 2022년 개봉한 영화를 기리는 23개 부문의 아카데미상(이른바 '오스카상')을 시상했다. ABC (미국의 방송사)를 통해 미국에서 방영된 이 시상식은 글렌 와이즈(Glenn Weiss)와 리키 커쉬너(Ricky Kirshner)가 제작했으며 와이즈도 역할을 맡았다. 감독. 코미디언 지미 키멀이 2017년 89회, 2018년 90회에 이어 세 번째로 사회를 맡았다.
관련 행사에서 아카데미는 2022년 11월 19일 캘리포니아주 센추리시티의 페어몬트 센추리 플라자 호텔에서 제13회 연례 주지사 시상식을 개최했다. 아카데미 과학기술상은 2023년 2월 24일 진행자 시무 리우가 발표했다. 이는 로스앤젤레스 아카데미 영화 박물관에서 열린 기념식이다.
에브리씽 에브리웨어 올 앳 원스는 아카데미 작품상을 포함해 7개 상을 수상했다. 다른 수상작으로는 4개의 상을 받은 서부 전선 이상 없다 (2022년 영화), 2개의 상을 받은 더 웨일, 아바타: 물의 길, 블랙 팬서: 와칸다 포에버, 소년과 두더지와 여우와 말(The Boy, the Mole, the Fox and the Horse), 아기 코끼리와 노부부(The Elephant Whisperers), 피노키오 (2022년 애니메이션 영화), 아이리시 굿바이(An Irish Goodbye), 나발니(Navalny), RRR: 라이즈 로어 리볼트, 탑건: 매버릭, 위민 토킹 등이 있다. 해당 방송은 미국에서 1,875만 명의 시청자를 끌어모았다.

## 작품상
- 에브리씽 에브리웨어 올 앳 원스

## 남우주연상
- 브렌든 프레이저 - 더 웨일

## 여우주연상
- 양자경 - 에브리씽 에브리웨어 올 앳 원스

## 남우조연상
- 키 호이 콴 - 에브리씽 에브리웨어 올 앳 원스

## 여우조연상
- 제이미 리 커티스 - 에브리씽 에브리웨어 올 앳 원스

## 감독상
- 다니엘 콴 외 1명
- 에브리씽 에브리웨어 올 앳 원스

## 각본상
- 다니엘 콴 외 1명
- 에브리씽 에브리웨어 올 앳 원스

## 각색상
- 사라 폴리 - 위민 토킹

## 촬영상
- 제임스 프렌드 - 서부 전선 이상 없다

## 미술상
- 크리스티안 M. 골든벡 외 1명
- 서부 전선 이상 없다

## 의상상
- 루스 E. 카터 - 블랙 팬서: 와칸다 포에버

## 편집상
- 폴 로저스 - 에브리씽 에브리웨어 올 앳 원스

## 음향상
- 탑건: 매버릭 - 마크 와인가튼(Mark Weingarten) 외

## 시각효과상
- 조 레터리 외 - 아바타: 물의 길

## 분장상
- 애드리언 모로트 외 2명
- 더 웨일

## 음악상
- 볼커 베르텔만 - 서부 전선 이상 없다

## 주제가상
- Naatu Naatu - RRR - 라이즈 로어 리볼트

## 국제장편영화상
- 서부 전선 이상 없다

## 장편애니메이션상
- 피노키오

## 장편다큐멘터리상
- 나발니

## 단편영화상
- 톰 버클리 외 1명
- 아일랜드식 작별

## 단편애니메이션상
- 피터 베인튼 - 소년과 두더지와 여우와 말

## 단편다큐멘터리상
- 카르티키 곤살베스 - 아기 코끼리와 노부